# Guatteria hyposericea
Guatteria hyposericea Diels – gatunek rośliny z rodziny flaszowcowatych (Annonaceae Juss.). Występuje naturalnie w Gujanie, Peru, Boliwii oraz Brazylii (w stanach Acre, Amazonas, Pará, Rondônia, Mato Grosso). 

## Morfologia
PokrójZimozielone drzewo o owłosionych gałęziach.
LiścieMają podłużnie lancetowaty kształt. Mierzą 12–20 cm długości oraz 3–7 szerokości. Są skórzaste. Liść na brzegu jest całobrzegi. Wierzchołek jest ostry. Ogonek liściowy jest owłosiony i dorasta do 7–8 mm długości.
KwiatySą pojedyncze lub zebrane w parach. Rozwijają się w kątach pędów. Działki kielicha mają owalny kształt. Płatki mają eliptyczny kształt. Osiągają do 11–13 mm długości.
OwocePojedyncze. Mają elipsoidalnie odwrotnie jajowaty kształt. Osiągają 10 mm długości.